# Tortistilus collina
Tortistilus collina är en insektsart som beskrevs av Van Duzee. Tortistilus collina ingår i släktet Tortistilus och familjen hornstritar. Inga underarter finns listade i Catalogue of Life.